# Przesieka
Przesieka (Duits: Hain) is een dorp in het Poolse woiwodschap Neder-Silezië, in het district Jeleniogórski. De plaats maakt deel uit van de gemeente Podgórzyn en is gelegen in het Reuzengebergte, 8 kilometer ten zuiden van Jelenia Góra en 99 kilometer ten westen van Wrocław. Przesieka is vooral bekend om zijn mooie wandelroutes: diverse wandelroutes in het Reuzengebergte beginnen in Przesieka. Een van de meest gebruikte is een route (2 uur lopen) naar de Reuzengebergte-pas (Przełęcz Karkonoska). Andere populaire routes leiden naar Kasteel Chojnik (1 uur lopen), en Karpacz (1½ uur lopen). Een andere interessante plek om te bezoeken in Przesieka is de Podgórna-waterval (547 m boven de zeespiegel).

## Geschiedenis
Na de Tweede Wereldoorlog werd het dorpje onder Pools bestuur geplaatst en omgedoopt tot Matejkowice. De Duitse bevolking werd verdreven en vervangen door Polen, conform de naoorlogse Conferentie van Potsdam. Pas in maart 1946 kreeg het zijn huidige naam.